# Jeff Healey
Norman Jeffrey "Jeff" Healey (Toronto, 1966. március 25. – Toronto, 2008. március 2.) vak kanadai blues-rock gitáros, énekes. Népszerűsége csúcsát az 1980-as–1990-es években érte el.

## Pályafutása
Csecsemőkorában egy tűzoltó fogadta örökbe. Nyolc hónaposan megvakult retinoblasztóma, egy ritka rákféleség következtében. Mindkét szemét eltávolították.
Hároméves korában kezdett gitározni, teljesen egyedi módon, az ölébe fektetett gitárral, mintha citerázna. Ez egyedi játékstílust eredményezett.
Tizenhét évesen alapította első zenekarát, a Blue Directiont. Társai Jeremy Littler basszusgitáros, Rob Quail ritmusgitáros és Graydon Chapman dobos voltak, később Littler helyébe Ian McIntyre állt.
A helyi klubzenekar után Joe Rockman basszusgitárossal és Tom Stephen dobossal alkotott triót, ez lett a Jeff Healey Band. Ezzel a társasággal 1988-ban adták ki bemutatkozó albumukat, a See the Light címűt. Ez az album még abban az évben jelölést kapott Grammy-díjra. Ez évtől Healey Patrick Swayze filmzene-szerzője lett.
1990-ben a Jeff Healey Band elnyerte a Juno Award Az év kanadai előadója díját. A rockzene nagyjaival turnézott, mint a Dire Straits, Stevie Ray Vaughan, Buddy Guy, B. B. King, ZZ Top, Eric Clapton.
2000 után a hot jazz irányába fordult, több albumot adott ki az 1920-as és 1930-as évek dzsessz-zenéjének stílusában. Ezeken már nem csak gitározott, hanem trombitált is. Zenekarát ekkor Haley’s House Band néven nevezték.
2006-ban Ian Gillannal adott ki közös albumot. 2008 áprilisában európai koncertturnét tervezett az Egyesült Királyságban, Németországban és Hollandiában.
2005-től kezdődően újabb és újabb daganatokat fedeztek fel Healey szervezetében. Először a lábaiban, majd 2007. január 11-én mindkét tüdőlebenyt is műteni kellett. 2008. március 2-án azonban elhunyt a rák szövődményeiben.

## Diszkográfia

### Jeff Healey vagy Jeff Healey Band néven
- 1986: Adrianna/See the Light (Private Press)
- 1988: See the Light (Arista)[2]
- 1989: Road House Soundtrack[3]
- 1990: Hell to Pay (Arista)
- 1992: Feel This (Arista)
- 1995: Cover to Cover (Arista)[4]
- 2000: Get Me Some (Eagle)
- 2002: Among Friends[5]
- 2003: Live at Healey's (Bolder)[6]
- 2004: Adventures in Jazzland (Healeyophonic)[5]
- 2005: The Jeff Healey Band Live at Montreux 1999 (Eagle)
- 2006: It's Tight Like That (Stony Plain)[7]
- 2008: Mess of Blues (Stony Plain)
- 2009: Songs From The Road (Stony Plain)
- 2010: Last Call (Stony Plain Records)

### Válogatások
- 1998 The Very Best of Jeff Healey (RCA)
- 1998 The Very Best of Jeff Healey (MSI Music Distribution)
- 1999 Master Hits (Arista)
- 2004 The Platinum and Gold Collection (Arista)
- 2008 Super Hits (Sony)
- 2009 Legacy, Volume 1 (Arbor)

### Filmek
- 1989 Országúti diszkó
- 1999 Live At Montreux
- 2004 See the Light (BMG)
- 2010 Beautiful Noise (Toronto – January 2006)